# Воскресенская, Ольга Александровна
О́льга Алекса́ндровна Воскресе́нская (1904—1949) — советский селекционер, картофелевод. Автор труда «Культура картофеля», который стал основой современного картофелеводства.

## Биография

### Ранние годы
Родилась в 1904 году, выросла в детдоме. Окончив школу, поступила в Ленинградский государственный университет на биологический факультет. В 1930 году начала работать стажером во Всесоюзном институте растениеводства (ВИР). Посвятила себя изучению картофеля.

### Во время блокады Ленинграда
Когда началась блокада Ленинграда в ВИРе находилось около 1200 образцов картофеля из Европы и Южной Америки. Чтобы сохранить ценный материал, научные сотрудники Абрам Яковлевич Камераз и Воскресенская были вынуждены выкопать его с полей в Павловске и транспортировать в Ленинград. Клубни были вывезены в хранилище совхоза «Лесное» («Дача Бенуа»).
Вышла замуж за Вадима Степановича Лехновича, который работал в ВИРе с первых лет его создания. Он сотрудничал с советским учёным-генетиком Николаем Ивановичем Вавиловым, изучал семеноводство.
После того, как Камераз ушел на фронт, свои полномочия он делегировал семейной паре ученых— Воскресенской и Лехновичу. В осаждённом немецко-фашистскими войсками городе, супруги ежедневно проводили все необходимые меры в институте растениеводства для спасения образцов картофеля, чтобы в дальнейшем, весной 1942 года, высадить спасенный материал в грунт. К работе присоединились совхозы и местные жители. Работая в сложных условиях, при поддержке горожан, супругам удалось получить урожай на огородах возле Марсова поля. Институт оставил себе лишь необходимые для науки образцы клубней.
Из-за травмы головы Воскресенская стала терять зрение. После окончательного снятия блокады Ленинграда, научные сотруднике ВИРа сортировали и классифицировали образцы картофеля, которые удалось сохранить Воскресенской и Лехновичу. Вскоре Ольга Александровна полностью ослепла, но смогла восстановить образцы на ощупь.
Умерла 3 марта 1949 года.